# Aril Brikha
Aril Brikha är en svensk-assyrisk technomusiker, baserad i Stockholm. Brikha kommer ursprungligen från Iran.
Har gjort albumet Deeparture in Time som bland annat innehåller låten Groove La Chord. Hans stil är influerad av Detroit-techno.